# 周村镇 (定州市)
周村镇，是中华人民共和国河北省保定市定州市下辖的一个乡镇级行政单位。

## 行政区划
周村镇下辖以下地区：
周村、大吴村、北车寄村、北子京村、南辛兴村、南宣村、阜头庄村、张蒙屯村、南陵头社区村、疙瘩头村、前屯社区村、花张蒙村、寺张蒙村、安吉庄村、北辛兴村、塔耳洼村、李张蒙村、南马家寨村、武家庄村、南子京村和朱家庄村。